# Brücker Berg bei Niedergailbach
Brücker Berg bei Niedergailbach este o arie protejată (arie specială de conservare — SAC, sit de importanță comunitară — SCI, arie de protecție specială avifaunistică — SPA) din Germania întinsă pe o suprafață de 104 ha, integral pe uscat.

## Localizare
Centrul sitului Brücker Berg bei Niedergailbach este situat la coordonatele 49°07′29″N 7°12′07″E / 49.1247°N 7.2019°E.

## Înființare
Situl Brücker Berg bei Niedergailbach a fost declarat sit de importanță comunitară în octombrie 2000 pentru a proteja 1 specie de plante și 10 specii de animale. Alte tipuri de protecție:
- arie de protecție specială avifaunistică (în octombrie 2000)
- arie specială de conservare (în noiembrie 2015)[2][3][4]

## Biodiversitate
Situată în ecoregiunea continentală, aria protejată conține 5 habitate naturale: Pajiști uscate seminaturale și facies de acoperire cu tufișuri pe substraturi calcaroase (Festuco-Brometalia) (* situri importante pentru orhidee), Liziere de ierburi înalte hidrofile de câmpie și de nivel montan până la alpin, Fânețe de joasă altitudine (Alopecurus pratensis, Sanguisorba officinalis), Păduri de fag Asperulo-Fagetum, Păduri de stejar sau de stejar și carpen sub-atlantice și medio-europene de Carpinion betuli.
La baza desemnării sitului se află mai multe specii protejate:
- plante (1): mușchi (Dicranum viride)
- păsări (8): ciocănitoarea de stejar (Dendrocopos medius), ciocănitoare neagră (Dryocopus martius), presură sură (Emberiza calandra), muscar-gulerat (Ficedula albicollis), capîntortură (Jynx torquilla), sfrâncioc roșiatic (Lanius collurio), ciocârlie de pădure (Lullula arborea), ciocănitoare verzuie (Picus canus)
- mamifere (2): liliac cu urechi mari (Myotis bechsteinii), liliac comun (Myotis myotis)

Pe lângă speciile protejate, pe teritoriul sitului au mai fost identificate 8 specii de plante, 1 specie de păsări, 4 specii de mamifere.